# Grub im Thale
Grub im Thale (früher auch Grub) ist eine Ortschaft in der Marktgemeinde Schönbach im Bezirk Zwettl in Niederösterreich. Die Ortschaft hat 15 Einwohner (Stand 1. Jänner 2024).

## Geografie
Die südlich von Pehendorf, östlich an der Straße nach Schönbach und an der rechten Seite über dem Kleinen Kamp gelegene, kleine Ortschaft ist nur über Güterwege an das öffentliche Straßennetz angebunden. Am 1. April 2020 umfasste die Ortschaft 6 Adressen.

## Geschichte
Laut Franziszeischen Kataster bestand die im Jahr 1823 mit Grub bezeichnete Ortslage damals aus vier Gehöften.
Im Jahr 1822 wurde der Ort als Dorf mit vier Häusern genannt, das nach Schönbach eingepfarrt war, wohin auch die Kinder eingeschult wurden. Die Herrschaft Rappottenstein besaß die Ortsobrigkeit, übte die Landgerichtsbarkeit aus, besorgte die Konskription und hatte die Grundherrschaft inne.
Nach dem Umbruch 1848 und der Bildung der Ortsgemeinden kam der Ort 1849 zur ehemaligen Gemeinde Pernthon.
Laut Adressbuch von Österreich waren im Jahr 1938 in Grub mehrere Landwirte ansässig.
Am 1. Jänner 1968 wird der Ort als Teil der Gemeinde Pernthon nach Schönbach eingemeindet.